# Ignatius Suharyo Hardjoatmodjo
Ignatius Suharyo Hardjoatmodjo (nascut el 9 de juliol de 1950) és un prelat indonesi de l'Església catòlica. Ha estat arquebisbe de Jakarta des del 2010, després d'haver estat arquebisbe de Semarang del 1997 al 2009. És conegut comunament com a arquebisbe Suharyo.
El papa Francesc el va elevar al cardenalat el 5 d'octubre de 2019.

## Biografia
Ignatius Suharyo Hardjoatmodjo va néixer el 9 de juliol de 1950 a Sedayu, Bantul, Yogyakarta, Indonèsia. Va ser el setè de deu germans. Es va graduar al seminari menor de Sant Pere Canisius a Mertoyudan, Java Central el 1968. Va completar la seva llicenciatura en Filosofia i Teologia a la Universitat Sanata Dharma, Yogyakarta el 1971 i doctorat per la Pontifícia Universitat Urbaniana, Roma, el 1981.
Va ser ordenat sacerdot de l'arxidiòcesi de Semarang el 26 de gener de 1976. Va ingressar a la facultat de filosofia a Jakarta de 1981 a 1991 i va dirigir la facultat de filosofia i sociologia a Santa Dharma de 1983 a 1993. Va ser degà a la facultat de teologia a Santa Dharma de 1993 a 1997.
El papa Joan Pau II el va nomenar arquebisbe de Semarang el 21 d'abril de 1997, i va rebre la consagració episcopal del cardenal Julius Darmaatmadja el 22 d'agost de 1997. Va escollir com a lema episcopal Cum Omni Humiltate serviens Domino ("Servir al Senyor amb tota la humilitat") dels Fets 20:19. Mentre va ocupar aquest càrrec, va ser secretari general de la Conferència dels Bisbes d'Indonèsia i membre de l'Oficina d'Afers Ecumènics i Interreligiosos de la Federació de Conferències Episcopals asiàtiques. Va ser elegit secretari general de la Conferència Episcopal d'Indonèsia el 2000 i vicepresident de la Conferència el 2006. El 2002 va participar al sínode dels bisbes sobre La paraula de Déu en la vida i la missió de l'Església.
El 2 de gener de 2006 va ser nomenat ordinari de les Forces Militares d'Indonèsia.
El 25 de juliol de 2009, el papa Benet XVI el va nomenar arquebisbe coadjutor de Jakarta. Va ser arquebisbe de Jakarta el 28 de juny de 2010, quan el papa Benet XVI va acceptar la renúncia del cardenal Julius Darmaatmadja. Al Nadal de 2012, va protestar contra els bloqueigs per obtenir permís per construir esglésies en la seva pròpia propietat.
El 13 de setembre de 2014, el papa Francesc el va nomenar membre de la Congregació per a l'Evangelització dels Pobles.
Va ser elegit president de la Conferència Episcopal d'Indonèsia el 2012.
També va assistir al sínode dels bisbes de la nova evangelització a l'octubre de 2012, quan va advocar per permetre a les conferències dels bisbes regionals una major autoritat sobre les traduccions del missal, assenyalant les associacions negatives adherides a Indonèsia a la paraula "esperit", que si no es modifica indica un mal esperit. També destaca l'atractiu de la llengua vernacla a l'oració catòlica en contrast amb l'àrab que s'utilitza només per a l'oració per la majoria musulmana a Indonèsia. També va assistir al sínode dels bisbes a l'octubre de 2015.
L'1 de setembre de 2019, el papa Francesc va anunciar que el convertiria en cardenal, el tercer d'Indonèsia. El 5 d'octubre de 2019, el papa Francesc el va convertir en cardenal prevere de Spirito Santo alla Ferratella.